# Walter Jankowsky
Walter Gustav Herrmann Robert Jankowsky (* 15. Juni 1890 in Wittingen, heute Landkreis Gifhorn; † 2. Mai 1974 in Darmstadt) war ein deutscher Mediziner und Anthropologe.

## Medizinische Forschung
Jankowsky stammte aus einer schlesischen Familie. Sein Vater war der Arzt Gustav Albert Jankowsky (1860–1895), der sich aus beruflichen Gründen im Jahre 1890 in Wittingen aufhielt. Walter Jankowsky war seit 1941 in zweiter Ehe verheiratet mit Elisabeth Mette geb. Martelleur (1894–1982). Walter Jankowsky studierte an der Schlesischen Friedrich-Wilhelms-Universität zu Breslau Medizin und wurde dort 1915 durch Hermann Klaatsch (1863–1916) zum Dr. med. promoviert. In der folgenden Zeit erforschte er an der Universität Breslau, ab 1929 als außerplanmäßiger Assistent am Anthropologischen Institut, aus medizinischer Sicht das von der Wissenschaft bis dahin kaum beachtete Phänomen der nichtverwandten Doppelgänger. Die zu einem großen Teil schon abgeschlossene Forschungsarbeit war als Habilitationsschrift an der Universität Breslau vorgesehen. Die Habilitation wurde aber von Egon von Eickstedt, der ab 1928 erst als Dozent, ab 1934 als Professor das Anthropologische Institut leitete, aus unbekannten Gründen verhindert. Hieraus entwickelte sich am Anthropologischen Institut ab 1931 ein persönlicher Wissenschaftsstreit zwischen dem Direktor und dem Assistenten, der in der aktuellen medizinhistorischen Literatur auch wegen der damit verbundenen Haltung zum Nationalsozialismus nachgezeichnet wurde. Jankowsky war zum 1. März 1931 der NSDAP beigetreten (Mitgliedsnummer 481.380).
Walter Jankowsky verließ im Jahre 1931 die Universität im Streit und wechselte beruflich erst einmal an das Rasse- und Siedlungsamt der SS in Breslau. Seine Forschung über das Doppelgängerphänomen hatte er zwischenzeitlich abgeschlossen und die Ergebnisse im Jahre 1934 als inzwischen niedergelassener Facharzt in Breslau und damit als Privatmann publiziert. Neben seiner Tätigkeit als Facharzt für innere Krankheiten bereitete Jankowsky in den Jahren 1939 bis 1945 die Herausgabe einer Biographie von Herman Klaatsch (Hermann Klaatsch. Sein Lebensbild und sein wissenschaftlicher Nachlass) als der letzte Anthropologe aus dessen Kreis vor. Zu diesem Zweck wurde nach der umfangreichen Korrespondenz mit der Tochter Klaatsch zahlreiche Originale von Klaatsch nach Breslau ausgeliehen. Das Werk ist bis zum Februar 1945 nahezu fertig geworden, konnte aber vor Kriegsende nicht mehr veröffentlicht werden; die Unterlagen sind zum Teil in Schlesien verblieben.
Seine Karriere als praktizierender Mediziner mit einer bedeutenden internistischen Praxis in Breslau wurde im Februar 1945 durch die Flucht aus Schlesien nach Hessen jäh unterbrochen. Nach schwierigen Übergangsjahren konnte er sich erst in Kassel und später in Frankfurt eine sichere Existenz bei der Bundesanstalt für Angestellte erarbeiten und sich ab 1955 in Darmstadt erneut als Arzt niederlassen. Zugleich begann Jankowsky auch wieder, bei internationalen Tagungen des „Bureau international d’Anthropologie différentielle“ in San Remo 1956 und in Amsterdam 1958 Vorträge zur Anthropologie zu halten, in verschiedenen Fachzeitschriften zu publizieren und seine teils aus den 1930er Jahren stammenden Beiträge in aktualisierter Form erneut zu veröffentlichen. Sein in den letzten Lebensjahren bearbeitetes abschließendes Werk konnte er aufgrund seines Todes nicht beenden. So wurde dieses Manuskript nicht weiter beachtet.

## Monographien
- Über Wesen und Ursache der Osteomalacie. 1922
- Die Blutsverwandtschaft im Volk und in der Familie. Stuttgart 1934
- Abhandlungen aus dem Gebiet der Anthropologie (Menschen- und Rassenkunde). Darmstadt 1962
- Abhandlungen aus dem Gebiet der Anthropologie. Uelzen 1968

## Aufsätze
- Wesen und Ursache des kardialen Hydrops. In: Münchner medizinische Wochenschrift. Band 22, 1925, S. 900–904
- Konstitution, Körperbau und Rasse in ihrer gegenseitigen Beziehung und Abgrenzung. In: Anatomischer Anzeiger. Band 70, 1930, S. 470–515; Band 73, 1931, S. 394–399; Band 74, 1932, S. 405–414
- Beitrag zur Frage der Haarpigmente. In: Zeitschrift für rassische Physiologie. Band 5, 1932
- Les bases et les limites de l’Anthropologie. In: Revue anthropologique. 1936, S. 254
- Betrachtungen zur biologischen Vererbungstheorie. In: Unsere Welt. 162 und 183, 1941
- Die Verwandtschaft zwischen den Menschen. In: Medizinischer Monatsspiegel. Herausgeber: Fa. Merck AG, Darmstadt, Heft 5/1960, S. 97–102
- Genetik und Genealogie. In: Medizinischer Monatsspiegel. Herausgeber: Fa. Merck AG, Darmstadt, Heft 5/1973, S. 116–121

## Referenzen
1. ↑  Geburtsurkunde
2. ↑  Heiratsurkunde
3. ↑  Bundesarchiv R 9361-IX KARTEI/18021545
4. ↑  Briefwechsel Walter Jankowsky - Liesbeth Klaatsch 1939-1944
5. ↑  Briefwechsel

| Personendaten    | Personendaten                                                 |
| ---------------- | ------------------------------------------------------------- |
| NAME             | Jankowsky, Walter                                             |
| ALTERNATIVNAMEN  | Jankowsky, Walter Gustav Herrmann Robert (vollständiger Name) |
| KURZBESCHREIBUNG | deutscher Mediziner und Anthropologe                          |
| GEBURTSDATUM     | 15. Juni 1890                                                 |
| GEBURTSORT       | Wittingen, heute Landkreis Gifhorn                            |
| STERBEDATUM      | 2. Mai 1974                                                   |
| STERBEORT        | Darmstadt                                                     |